# Provincia di San Juan (Repubblica Dominicana)
San Juan è una delle 32 province della Repubblica Dominicana. Il suo capoluogo è San Juan de la Maguana.

## Geografia antropica

### Suddivisioni amministrative
La provincia si suddivide in 6 comuni e 17 distretti municipali (distrito municipal - D.M.):
- Bohechío
  - Arroyo Cano (D.M.)
  - Yaque (D.M.)
- El Cercado
  - Batista (D.M.)
  - Derrumbadero (D.M.)
- Juan de Herrera
  - Jinova (D.M.)
  - La Rubia (D.M)
- San Juan de la Maguana
  - El Rosario (D.M.)
  - Guanito (D.M.)
  - Hato del Padre (D.M.)
  - La Jagua (D.M.)
  - Las Maguanas (D.M.)
  - Las Charcas de Maria Nova (D.M.)
  - Pedro Corto (D.M.)
  - Sabana Alta (D.M.)
  - Sabaneta (D.M.)
- Las Matas de Farfán
  - Carrera de Yegua (D.M.)
  - Matayaya (D.M.)
- Vallejuelo
  - Jorjillo (D.M.)